# Marlene Schmidt
Marlene Schmidt (sinh năm 1937 tại thành phố Breslau, Đức nhưng nay là Wroclaw, Ba Lan) là một hoa hậu và nữ diễn viên nổi tiếng. Bà là Hoa hậu Hoàn vũ 1961.
Marlene lớn lên tại Cộng hòa Dân chủ Đức và có bằng thạc sĩ về ngành kĩ sư. Năm 1960, bà cùng với gia đình chuyển đến sống tại Stuttgart, Tây Đức. Năm 1961, bà đăng quang danh hiệu Hoa hậu Đức (Tây Đức) và đại diện cho nước này tham dự cuộc thi Hoa hậu Hoàn vũ tổ chức tại Florida, Mỹ. Kết quả, Marlene đã trở thành người phụ nữ Đức đầu tiên đoạt danh hiệu Hoa hậu Hoàn vũ.
Sau khi đăng quang, bà đã tham gia vào ngành điện ảnh và thu được một số thành công trong sự nghiệp. Về sau, bà lại chuyển về sống ở Saarbrücken, Đức.